# Monte Urano
Monte Urano – miejscowość i gmina we Włoszech, w regionie Marche, w prowincji Fermo.
Według danych na styczeń 2009 gminę zamieszkiwały 8442 osoby przy gęstości zaludnienia 504,9 os./1 km².